# UMF Grindavíkur
Knattspyrnudeild UMFG, mai bine cunoscut ca Grindavík este un club de fotbal din Grindavík, Islanda care evoluează în 1. deild karla. Echipa susține meciurile de acasă pe Grindavíkurvöllur cu o capacitate de 1.500 de locuri.